# Los Olestar
Los Olestar es una banda argentina de punk-rock, que se caracteriza por versionar canciones de cumbia, de cuarteto y de otros ritmos. Integran la formación algunos exmiembros de las bandas de punk rock Shaila y Emotive.

## Historia
La banda surge en junio de 2012, cuando Hernán Castro alias Muñeco (por entonces voz de Emotive) se reúne con Pablo (el bajista de Shaila), y juntos realizan una combinación entre cumbia y punk. Para la conformación de Los Olestar, miembros de ambas bandas son convocados. De Shaila se suman Yasser (guitarra) y Guido (batería), mientras que de Emotive se suma Darío (bajo), además de Julián como animador.
Su disco debut, lanzado en 2012 y llamado "Pa Jugá", contiene versiones punk rock de populares canciones tropicales. Entre ellas se incluyen Amor clasificado (Rodrigo), Septiembre (Miguel "Conejito" Alejandro) y Mentirosa (Ráfaga), además de otros éxitos de Antonio Ríos, Los Charros y Gilda.
También han realizado una versión de Un ramito de violetas, de la cantautora española Cecilia (aunque basándose en la versión de cuarteto de Carlos "La Mona" Jiménez); y una versión del clásico de rock argentino, Mañana Campestre.
En 2013 lanzan un EP llamado "Cuarteto vs Cumbia Santafesina", con cuatro canciones de La Mona Jiménez, Walter Olmos, Los del Fuego y Los Leales. Serviría como adelanto de su segundo disco completo, "#Terrecabió", donde incluyen las mismas canciones y suman otras de Los del Maranhao, Luis Enrique, Damas Gratis, La Base, Flor de Piedra, Los Mensajeros del Amor, Grupo Red, y Alcides. En este álbum también incursionan en una versión punk-rock de una balada romántica, Porque te tengo que olvidar, de José Feliciano.
En 2018, presentan su tercer disco, llamado "Demoledores". Incluye, entre otras canciones, Desesperado del Grupo Karicia (interpretada junto a Ciro Pertusi); Una cerveza (Ráfaga); Amor de La Salada (Rocío Quiroz); Cosas del Amor (Yerba Brava); Te vas a arrepentir (La Nueva Luna) y Una calle nos separa (Néstor En Bloque).

## Estilo
Su estilo se caracteriza por incorporarle a las canciones originales riffs y secciones de diferentes canciones del género rock. La versión de Se parece más a ti, de Jambao, utiliza la intro de American Idiot, de Green Day. Amores como el nuestro, de Los Charros, comienza con las notas características de Smells Like Teen Spirit, de Nirvana. En el cover ya mencionado de Amor Clasificado, se incluye el riff de Espadas y Serpientes, de Attaque 77. Además, en el cover de Amor de Adolescentes, originalmente del grupo argentino RED, toman elementos de la canción May 16 de la banda de pop punk Lagwagon. O como la intro de ¿Quién soñó en tu almohada? de Expulsados en la canción Vienes y te vas.

## Repercusión
La banda registra, a abril de 2015, más de 2.000.000 de reproducciones en su canal de Youtube, más de 15.000 descargas digitales del disco debut y 10.000 del segundo.  Su versión de la canción Nunca me faltes, de Antonio Ríos, se incorporó como cortina del programa de TV Intratables de América TV. Además, se han presentado en vivo en otros importantes ciclos televisivos, como Pura Química de ESPN, Cocineros argentinos de TV Pública y en un especial de Navidad de Pasión de Sábado.
En 2017, en Uruguay, formaron parte de una muestra fotográfica llamada Punk, dedicada a varios representantes de este género musical. En 2018, participaron en un festival a beneficio de la familia de Juan Ledesma, baterista del grupo Superuva, quien había sido asesinado.
Aunque Los Olestar es la primera banda dedicada íntegramente a este tipo de adaptaciones, ya en 1998 Attaque 77 había realizado una versión rock de la canción No me arrepiento de este amor, que hiciera popular la cantante de cumbia Gilda.

## Discografía
- 2012: Pa' Juga[15] (LP)

- 2013: Cuarteto Vs Cumbia Santafesina[15] (EP)[6]

- 2014: #Terrecabió[15] (LP)

- 2016: En La Pera!![15] (DVD)

- 2017: EP Tacular[10] (EP)

- 2018: Demoledores[10] (LP)
- 2019: Nunca Me Faltes feat. Antonio Ríos (Single)
- 2020: Happy Hour Vol. 1 (Single)
- 2020: Me Das Cada Día Más (Single)
- 2021: Happy Hour Vol. 2 (Single)